# Tom Henning Øvrebø
Tom Henning Øvrebø (sinh ngày 26 tháng 6 năm 1966) là một cựu trọng tài bóng đá người Na Uy người đã điều hành các trận đấu ở UEFA Cup và UEFA Champions League. Ông được bầu vào hạng mục trọng tài ưu tú hàng đầu của UEFA. Øvrebø đã làm việc bên ngoài bóng đá với tư cách là một nhà tâm lý học đủ tiêu chuẩn.

## Sự nghiệp trọng tài

### Giải vô địch Na Uy
Øvrebø bắt đầu sự nghiệp cầm còi của mình tại giải Norwegian Premier League từ ngày 20 tháng 12 năm 1992. Ông được thăng cấp trọng tài FIFA vào năm 1994. Ông từng giành giải thưởng Kniksen, giải thưởng dành cho trọng tài xuất sắc nhất năm tại Norwegian Premier League vào các năm 2001, 2002, 2003, 2005 và 2006. Ông cũng là trọng tài bắt chính trong hai trận chung kết Norwegian cup vào năm 1999 (Rosenborg–Brann) và 2006 (Fredrikstad–Sandefjord).

### Euro 2008
Øvrebø được UEFA chọn làm trọng tài tại Euro 2008. Trước đó, ông từng từng cầm còi trong trận chung kết Giải vô địch U-21 châu Âu năm 2002 giữa Pháp và Cộng hòa Séc nhưng đây là giải đấu quốc tế lớn đầu tiên trong sự nghiệp cầm còi của ông. Để có được vinh dự này, ông đã phải vượt qua trọng tài đồng hương Terje Hauge. Trận đấu đầu tiên mà ông bắt chính là trận đấu vòng loại bảng B giữa Đức và Ba Lan. Trận đấu tiếp theo là trận hòa 1-1 giữa Ý và Romania. Trận đấu này kết thúc với tỉ số 1-1 trong đó có một bàn thắng không được công nhận của Luca Toni. Vì tình huống gây tranh cãi đó mà Liên đoàn bóng đá Ý đòi UEFA phải xin lỗi. Ngoài ra, còn tình huống Christian Panucci phạm lỗi với Nicolae Ceauşescu dẫn đến quả phạt đền của Romania và chiếc thẻ vàng cuối trận của Daniele De Rossi.
Sau trận đấu, chính Øvrebø đã phải thừa nhận sai lầm. Ông phát biểu: "Không còn gì để tranh cãi. Tôi đã phạm sai lầm về bàn thắng của Toni và tôi đã trình bày như thế với hội đồng UEFA". Tuy nhiên UEFA lại khẳng định rằng ông Ovrebo đã đưa ra quyết định đúng và nó phù hợp với luật việt vị của bóng đá. Mặc dù vậy, sau đó Øvrebø đã không còn được giao bắt chính một trận nào nữa tại Euro 2008.
Việc thừa nhận sai lầm của Øvrebø đã khiến cho không chỉ các cầu thủ Ý mà cả báo giới và cả các quan chức cao cấp trong liên đoàn bóng đá hay chính phủ nước này cũng bất mãn với cách thức làm việc của các trọng tài tại Euro 2008. Giancarlo Abete, chủ tịch liên đoàn bóng đá Ý phát biểu: "Trọng tài có thể có lỗi lầm và họ luôn mắc phải sai lầm. Nhưng chúng ta phải xem xét kỹ những tình huống gây tranh cãi. Khi UEFA đã nhảy vào cuộc và công nhận bàn thắng của van Nistelrooy là hợp lệ, tôi mong rằng họ cũng sẽ xem xét lại bàn thắng của Toni, bàn thắng đó có thể làm thay đổi cục diện trận đấu".
Những phản ứng lan nhanh từ phía các cầu thủ đã được miêu tả trên các tờ báo của Ý. Trang bìa tờ báo Corriere dello Sport của Ý đã đăng "Italia đang bấn loạn, bây giờ điều họ mơ phép màu". Còn trên trang đầu của tờ La Repubblica đăng " Các trọng tài chống lại Ý, UEFA phải giải thích". Thủ tướng chính phủ Franco Frattini cũng tin rằng giải đấu năm nay đã đi chống lại đội bóng nước ông. Ông lên tiếng: "Dường như họ (các vị trọng tài) chỉ ngồi xung quanh lại và đẩy chúng tôi ra ngoài".

### UEFA Champions League

#### Lần đầu tiên bắt chính
Lần đầu tiên Øvrebø bắt chính trong một trận đấu tại UEFA Champions League là trận đấu vào tháng 9/2001 giữa Galatasaray và FC Nantes.

#### Sai lầm lớn đảo lộn cả cuộc sống
Tuy nhiên, trận đấu đã khiến ông trở thành tâm điểm của mọi lời chỉ trích vì những sai lầm có vấn đề về tư tưởng của mình, được nghi ngờ là có sự chỉ đạo từ các quan chức UEFA. Đó là trận bán kết UEFA Champions League 2008-09 giữa Chelsea và Barcelona ngày 6 tháng 5 năm 2009. Trước trận bán kết này, Øvrebø đã cầm còi 21 trận tại Champions League trong số 48 trận trong các giải đấu của UEFA. Các tình huống gây tranh cãi trong trận đấu này bao gồm 5 tình huống Chelsea có thể được hưởng phạt đền. và chiếc thẻ đỏ phút 65 của hậu vệ Barca Éric Abidal Kết quả trận đấu này là 1-1 và Chelsea bị loại vì luật bàn thắng trên sân đối phương. Nếu trọng tài bắt đúng thì Abidal đã bị đuổi từ phút 24 do phạm lỗi với Drogba  trong một tình huống đối mặt thủ môn. Sau tiếng còi mãn cuộc, các cầu thủ Chelsea đã có những phản ứng với trọng tài Øvrebø ngay trên sân, như tiền đạo Didier Drogba đã hùng hổ lao vào ông sau khi ông đang tìm cách rời khỏi sân Stamford Bridge. Drogba còn buông lời văng tục đối với Øvrebø và sau một lúc im lặng, ông liền rút thẻ vàng phạt tiền đạo người Bờ Biển Ngà. Thậm chí sau khi đi vào đường hầm của sân Stamford Bridge, Drogba vẫn tiếp tục đuổi theo trọng tài Øvrebø tìm cách gây sự.
Huấn luyện viên của Chelsea, ông Guus Hiddink phát biểu sau trận đấu: "Trong sự nghiệp của mình, tôi chưa bao giờ thấy một trọng tài bắt kém như vậy. Nhưng bóng đá là như vậy. Tất cả mọi người đều có thể mắc sai lầm, từ huấn luyện viên đến cầu thủ, và phải biết tôn trọng sự thực đó. Nhưng từ chối đến ba bốn quả phạt đền thì quả là quá đáng". Chưa hết, hậu vệ người Bồ Đào Nha Jose Bosingwa khi phát biểu trên Đài Phát thanh - Truyền hình Bồ Đào Nha (RTP) đã nói: "Chắc hẳn ai đó đã mua chuộc ông ta. Tôi không biết nên gọi Øvrebø là một trọng tài, hay một tên kẻ cắp. Chẳng từ ngữ nào có thể mô tả đúng bản chất và những việc mà ông ta đã làm tại Stamford Bridge hôm qua. Tôi nghĩ rằng tốt hơn hết, Øvrebø nên tìm công việc khác và đừng bao giờ cầm còi nữa."  Còn trung vệ đội trưởng John Terry thì lên án UEFA vì quyết định cử trọng tài chính cho trận này khi cử một trọng tài mới chỉ có 10 trận đấu chính thức ở Champions League, chưa đủ kinh nghiệm để bắt trận bán kết.
Trong khi đó, UEFA đã yêu cầu trọng tài Øvrebø im lặng trước mọi câu hỏi của báo giới. Khi được phóng viên của tờ Aftenposten phỏng vấn, vị trọng tài này trả lời rằng: "Vì những gì đã xảy ra sau trận đấu UEFA yêu cầu tôi không đưa ra bất kỳ bình luận nào trước báo giới". Sau đó, trên tờ Guardian, ông phát biểu "Tôi sẽ không bình luận về những gì diễn ra tại Stamford Bridge ngày hôm đó". Ông cũng từ chối nói về sự ủng hộ tuyệt đối mà UEFA dành cho ông sau những tranh cãi liên quan đến trận đấu giữa Chelsea và Barca và cũng tuyên bố mình sẽ không treo còi sau scandal này vì tình yêu của bản thân dành cho bóng đá. Øvrebø đã chọn cách hành xử khác với người đồng nghiệp Anders Frisk, vị trọng tài cách đây 3 năm do bị khủng bố, de doạ qua điện thoại, thư tín và e-mail sau trận đấu giữa Chelsea và Barca tại lượt đi vòng 1/16 UEFA Champions League 2004-05 nên đã quyết định giải nghệ để bảo vệ gia đình.
Sau đó, lần lượt Drogba và Bosingwa đã có những lời xin lỗi chính thức đến trọng tài Øvrebø.
Một năm sau, khi các cầu thủ Barcelona không hài lòng với các quyết định của trọng tài người Bồ Đào Nha Olegário Benquerença trong trận bán kết Champions League với Inter Milan đã có phản ứng gay gắt sau trận đấu. Jose Mourinho, huấn luyện viên trưởng Inter và là cựu huấn luyện viên trưởng Chelsea đã phát biểu:"Inter là đội chơi hay hơn trong trận đấu này. Các cầu thủ Barcelona nên thừa nhận điều đó thay vì chỉ trích trọng tài trong đường hầm. Phải chăng các cầu thủ Barca đã quên những gì mà trọng tài Tom Henning Ovrebo đã mang đến cho họ trong trận bán kết lượt về năm ngoái gặp Chelsea" và trả đũa tiền vệ Xavi khi anh này khiêu khích ông trước "hình như trận nào của Barca anh ta cũng muốn ông Øvrebø bắt thì phải".

#### Tiếp tục mắc sai lầm
Một lần nữa cái tên Øvrebø lại bị dư luận mang ra chỉ trích . Ngày 17 tháng 2 năm 2010, Ông điều khiển trận đấu giữa Bayern Munich gặp ACF Fiorentina tại sân Allianz Arena trong khuôn khổ vòng loại 1/8 UEFA Champions League 2009-10. Phút thứ 89, tỉ số trận đấu đang là 1-1, trong một pha tấn công của đội chủ nhà, Ivica Olić bay người đánh đầu chuyền bóng cho Miroslav Klose, và Klose đã nhận bóng rồi nhẹ nhàng dứt điểm ghi bàn khi đang ở trong tư thế việt vị. Tuy nhiên trọng tài Øvrebø vẫn công nhận bàn thắng đó và trận đấu kết thúc với chiến thắng dành cho Bayern Munich.
Sau trận đấu, Huấn luyện viên Prandelli của Fiorentina cho rằng ngoài sai lầm trên, Øvrebø còn mắc thêm hai lỗi nữa, đó là đã xử quá nặng tay khi đuổi Gobbi của Fiorentina và chỉ phạt thẻ vàng cho lỗi xứng đáng nhận thẻ đỏ của Klose bên phía Bayern.
Không lâu sau đó, trên kênh truyền hình TV2 của Na Uy, Øvrebø đã thừa nhận sai lầm của mình: "Dựa trên những hình ảnh sau trận đấu và những phản hồi mà chúng tôi nhận được, chúng ta có thể nhận thấy rõ ràng Klose đã việt vị. Nhưng thật không may mắn là chúng tôi đã không nhận ra điều đó. Dựa vào gợi ý từ trợ lý trọng tài, tôi đã công nhận bàn thắng và đây là trách nhiệm của tôi. Tôi luôn tham khảo ý kiến của các trợ lý trọng tài, nhưng tôi mới là người đưa ra quyết định cuối cùng. Nhưng hình ảnh sau trận đấu đã chỉ ra rằng đó không phải là một quyết định khôn ngoan." 

### World Cup 2010
Øvrebø đã được chọn cầm còi một số trận đấu tại vòng loại FIFA World Cup 2010 khu vực châu Âu như Armenia-Thổ Nhĩ Kỳ, Bỉ-Tây Ban Nha và Slovakia-Cộng hòa Séc.
Ngày 10 tháng 10 năm 2009, Øvrebø là trọng tài chính trận đấu giữa Hy Lạp-Latvia, đã cho Hy Lạp được hưởng một quả phạt đền gây tranh cãi. Huấn luyện viên đội tuyển Latvia Aleksandrs Starkovs đã tỏ thái độ không hài lòng với quyết định trên và phát biểu "rõ ràng đó không hề là một pha phạm lỗi".
Ông là một trong 14 trọng tài của UEFA được FIFA chọn lúc đầu để cầm còi tại World Cup 2010, nhưng đã không lọt vào danh sách 10 trọng tài cuối cùng đại diện châu Âu. Vì điều này, Øvrebø đã quyết định nói lời chia tay với sự nghiệp trọng tài quốc tế của mình nhưng sẽ vẫn tiếp tục cầm còi tại Giải ngoại hạng Na Uy.

## Cuộc sống cá nhân
Khi không làm nhiệm vụ trọng tài, Øvrebø là một nhà tâm lý học. Ông cho rằng nghề này cũng giúp ích ông rất nhiều khi làm trọng tài vì công việc cầm cân nảy mực trong các trận đấu cũng đòi hỏi yếu tố tâm lý và khả năng kiềm chế cảm xúc. Sở thích của ông là trượt tuyết, bóng đá, bóng nước, xem phim và đọc sách.
Vụ scandal trong trận Chelsea-Barca đã có những ảnh hưởng đến cuộc sống của ông. Ông đã phải trở về Oslo, Na Uy dưới sự hộ tống của các nhân viên an ninh UEFA. Bởi gần như lập tức ông nhận được hàng đống những lời đe doạ giết ông thông qua mạng internet. Cảnh sát Oslo đã kiểm tra tình hình và cho biết những lời đe doạ này là vô cùng nghiêm trọng. Một đội tuần tra được cắt cử để gác quanh căn hộ của Ovrebo. Rune Pedersen, chủ tịch hội đồng trọng tài Na Uy đã thừa nhận Ovrebo đang bị đặt trong tình trạng nguy hiểm sau khi địa chỉ nhà riêng của ông ở ngoại ô Oslo bị tung lên mạng internet.
Cuộc sống của Ovrebo và người vợ 38 tuổi Bente cùng hai đứa con của họ đã bị đảo lộn hoàn toàn. Chính ông cũng phải thừa nhận: "Mọi thứ đã quá giới hạn khi người ta liên tục đe doạ và nói rằng họ sẽ giết chết. Những lời đe doạ đã ảnh hưởng nghiêm trọng đến cuộc sống của gia đình tôi. Các con tôi gặp rắc rối ở trường vì bố chúng là trọng tài". 

### Tin đồn giải nghệ
Cuối năm 2009, có thông tin cho rằng trọng tài Øvrebø sẽ chính thức treo còi để đi tu. Ông đã phát biểu trên kênh truyền hình NRK của Na Uy: "Tôi quyết định tìm đến Chúa để lấy lại sự yên ổn trong tâm hồn. Tâm trí tôi đã bị ám ảnh quá nhiều bởi buổi tối dữ dội ở London. Hy vọng mọi người sẽ tha thứ cho những sai lầm, dù là nhỏ nhất của tôi. Từ nay, tôi sẽ là Cha Knut, không phải Henning Ovrebo!" Ông còn thừa nhận:"Tôi không thể sống với những hình ảnh ở Stamford Bridge. Tôi như sống dưới địa ngục, vì không thể quên những hành động đe dọa của Drogba, Ballack và Essien. Có lẽ sai lầm của tôi đã gây ra một chuỗi những sự kiện đáng chú ý sau này. Barca không thể vô địch Champions League, siêu cúp châu Âu và cả cúp vô địch thế giới các câu lạc bộ nếu Chelsea giành chiến thắng."
Nhưng thực tế, Øvrebø không hề giải nghệ, ngày 17 tháng 2 năm 2010, ông tiếp tục cầm còi điều khiển chính trong trận đấu giữa Bayern Munich và ACF Fiorentina trong khuôn khổ vòng 1/16 UEFA Champions League 2009-10. Và những tin đồn về việc Øvrebø giải nghệ chỉ là những lời nói đùa được bắt nguồn từ tờ AS của Tây Ban Nha trong ngày 26 tháng 12 (ngày nói dối của người Tây Ban Nha).